# Пушкарьов Костянтин Володимирович
Костянтин Володимирович Пушкарьов (рос. Константин Владимирович Пушкарёв; 12 лютого 1985 у м. Усть-Каменогорську, СРСР) — колишній казахський хокеїст, лівий/правий нападник.
Вихованець хокейної школи «Торпедо» (Усть-Каменогорськ). Виступав за «Торпедо» (Усть-Каменогорськ), «Авангард» (Омськ), «Калгарі Гітмен» (ЗХЛ), «Манчестер Монаркс» (АХЛ), «Лос-Анджелес Кінгс», «Айова Старс» (АХЛ), ЦСКА (Москва), «Металург» (Магнітогорськ), «Вілкс-Барре/Скрентон Пінгвінс» (АХЛ). 
В чемпіонатах НХЛ — 17 матчів (2+3).
У складі національної збірної Казахстану учасник чемпіонатів світу 2011 (дивізіон I) і 2012. У складі молодіжної збірної Казахстану учасник чемпіонату світу 2003 (дивізіон I). У складі юніорської збірної Казахстану учасник чемпіонатів світу 2002 (дивізіон I) і 2003.
Досягнення
- Чемпіон Росії (2004).